# 30055 Ajaysaini
30055 Ajaysaini este un asteroid din centura principală de asteroizi.

## Descriere
30055 Ajaysaini este un asteroid din centura principală de asteroizi. A fost descoperit pe 9 martie 2000 la Socorro, New Mexico, în cadrul proiectului LINEAR. Asteroidul prezintă o orbită caracterizată de o semiaxă mare de 2,38 ua, o excentricitate de 0,14 și o înclinație de 2,5° în raport cu ecliptica.